# Nuevas Canciones En Español
Nuevas Canciones En Español ist das 33. Extended-Play-Album des österreichischen Schlagersängers Freddy Quinn, das 1964 im Musiklabel Polydor (Nummer 21 969) in Spanien veröffentlicht wurde. Der Vertrieb geschah unter der Plattenfirma Fonogram, S.A. und der Druck durch Offset ALG, S.A.

## Schallplattenhülle
Auf der Schallplattenhülle ist Freddy Quinn mit Hemd und Lederjacke zu sehen. Das Bild Quinns ist nur auf einem kleinen Teil der Hülle zu sehen und ist von einem blauen Hintergrund umrahmt. Auf der rechten Seite sind die Liedtitel in weißen Großbuchstaben zu lesen.

## Musik
Freddy Quinn sang die vier Stücke auf Spanisch.
Allein wie du wurde von Artur Kaps, Ernst Bader und Lotar Olias geschrieben und wurde 1962 von Freddy Quinn mit dem Orchester von James Last veröffentlicht.
Guitarra Mexicana wurde von Lotar Olias, Rafaelmo (Rafael Smolarchik) und Günter Loose geschrieben.
La Feria De Las Flores stammt aus der Feder von Chucho Monge.
Yo vendo unos ojos negros ist ein Volkslied, das von Donato Román adaptiert wurde. Erstmals veröffentlichte Freddy Quinn es 1965 mit dem Medium-Terzett und dem Orchester Johannes Fehring.

## Titelliste
Das Album beinhaltet folgende vier Titel:
- Seite 1

1. Igual Que Tu = Allein wie du
2. Guitarra Mexicana

- Seite 2

1. La Feria De Las Flores
2. Yo vendo unos ojos negros